# Severodvinsk
Severodvinsk (tiếng Nga: Северодвинск) là một thành phố Nga. Thành phố này thuộc chủ thể Arkhangelsk Oblast, ở đồng bằng châu thổ sông Bắc Dvina, 35 km về phía tây Arkhangelsk. Thành phố có dân số 201.551 người (theo điều tra dân số năm 2002. Đây là thành phố lớn thứ 91 của Nga theo dân số năm 2002. Dân số qua các thời kỳ: 192,265 (Điều tra dân số 2010); 201,551 (Điều tra dân số 2002); 248,670 (Điều tra dân số năm 1989).

## Khí hậu
Serevodvinsk có khí hậu cận Bắc Cực (phân loại khí hậu Köppen Dfc) với mùa hè ôn hòa trong khi mùa đông dài và lạnh. Thành phố nhận được lượng mưa lớn trong suốt cả năm.
| Dữ liệu khí hậu của Severodvinsk  | Dữ liệu khí hậu của Severodvinsk | Dữ liệu khí hậu của Severodvinsk | Dữ liệu khí hậu của Severodvinsk | Dữ liệu khí hậu của Severodvinsk | Dữ liệu khí hậu của Severodvinsk | Dữ liệu khí hậu của Severodvinsk | Dữ liệu khí hậu của Severodvinsk | Dữ liệu khí hậu của Severodvinsk | Dữ liệu khí hậu của Severodvinsk | Dữ liệu khí hậu của Severodvinsk | Dữ liệu khí hậu của Severodvinsk | Dữ liệu khí hậu của Severodvinsk | Dữ liệu khí hậu của Severodvinsk |
| Tháng                             | 1                                | 2                                | 3                                | 4                                | 5                                | 6                                | 7                                | 8                                | 9                                | 10                               | 11                               | 12                               | Năm                              |
| --------------------------------- | -------------------------------- | -------------------------------- | -------------------------------- | -------------------------------- | -------------------------------- | -------------------------------- | -------------------------------- | -------------------------------- | -------------------------------- | -------------------------------- | -------------------------------- | -------------------------------- | -------------------------------- |
| Trung bình ngày tối đa °C (°F)    | −9.6 (14.7)                      | −8.3 (17.1)                      | −2.9 (26.8)                      | 4.1 (39.4)                       | 10.8 (51.4)                      | 17.6 (63.7)                      | 20.9 (69.6)                      | 18.3 (64.9)                      | 11.5 (52.7)                      | 3.9 (39.0)                       | −2.2 (28.0)                      | −6.6 (20.1)                      | 4.8 (40.6)                       |
| Trung bình ngày °C (°F)           | −14.5 (5.9)                      | −12.2 (10.0)                     | −6.3 (20.7)                      | −0.2 (31.6)                      | 6.5 (43.7)                       | 12.6 (54.7)                      | 15.8 (60.4)                      | 13.2 (55.8)                      | 7.8 (46.0)                       | 1.6 (34.9)                       | −4.5 (23.9)                      | −10.3 (13.5)                     | 0.8 (33.4)                       |
| Tối thiểu trung bình ngày °C (°F) | −16.6 (2.1)                      | −15.6 (3.9)                      | −11.7 (10.9)                     | −4.6 (23.7)                      | 1.9 (35.4)                       | 7.9 (46.2)                       | 11.2 (52.2)                      | 9.8 (49.6)                       | 5.2 (41.4)                       | −0.6 (30.9)                      | −7.2 (19.0)                      | −13.2 (8.2)                      | −2.7 (27.1)                      |
| Số ngày giáng thủy trung bình     | 21                               | 19                               | 19                               | 16                               | 15                               | 15                               | 13                               | 16                               | 16                               | 21                               | 22                               | 24                               | 217                              |
| Nguồn: pogoda.ru                  |                                  |                                  |                                  |                                  |                                  |                                  |                                  |                                  |                                  |                                  |                                  |                                  |                                  |

## Thành phố kết nghĩa
Severodvinsk kết nghĩa với:
- Portsmouth, Hoa Kỳ[16]
- Bryansk, Nga[17]
- Mazyr, Belarus[18]
- Sumy, Ukraina
- Tiraspol, Transnistria[19]